# アセナフテン
アセナフテン（英: Acenaphthene）は、多環芳香族炭化水素の一種。
IUPAC名の1,2-ジヒドロアセナフチレンが示す通り、アセナフチレンを水素化したものであり、1.2%ほど含有するコールタールをはじめ多くの化石燃料に含まれる。石炭やディーゼル燃料の燃焼、火山活動などの自然火災によっても排出される。
アセナフテンは、フランスの化学者マルセラン・ベルテロによりコールタールから製造され、後にベルテロはα-エチルナフタレンから合成する手法を発見した。
染料、農薬、医薬品の製造に使用される。

## 安全性
皮膚や粘膜に対する刺激性があり、大量に摂取すると嘔吐を起こすことがある。水生生物に対しては強い毒性がある。